# 楊惠南
楊惠南（1943年—，原名楊惠男，筆名楊風, 川騖, 全俗半僧, 亂筆浮生），台灣台中清水人，臺灣佛教學者、詩人、同志文學作家，印順法師的俗家皈依弟子。
學生時代即活躍於「台大晨曦佛學社」，曾任國立台灣大學哲學系教授，亦先後在東海大學、東吳大學哲學系、中華佛學研究所、法光文化研究所、華梵大學東方文化研究所、中國文化大學哲學系擔當兼任教授，負責禪宗哲學、印度哲學史、三論宗哲學、天臺宗哲學、臺灣佛教等課程。
在學術界、佛教界甚為活躍。曾擔任台灣現代佛教學會理事長, 以及台灣大學佛學研究中心的學報主編，參加多次國內外佛學會議，發表論文。1997年至2001年，參加中央研究院社會學研究所瞿海源召集的整合型研究計畫「新興宗教現象及相關問題研究計畫」，完成〈解嚴後台灣新興佛教現象及其特質：以「人間佛教」為主的一個考察〉、〈童梵精舍．梵志園研究〉以及〈「黃門」或「不能男」在律典中的種種問題〉，後兩篇論文為華文世界少數幾篇探討佛教與性傾向議題的論文。在環境保護的問題上，他對慈濟功德會所推行的［預約人間淨土］和法鼓山所提倡的［心靈環保］，也有不同的觀點。針對佛教界一味符和［全球化］（globalizatiton）的立場，也提出警告，認為［全球化］對佛教救濟貧窮的宏願，有所傷害。並發表過幾篇論文，試圖以佛教教義－［緣起性空］，來建立由挪威奧斯羅（University of Oslo）大學哲學教授亞尼•奈斯（Arne Naess, 1912–2009）所提倡的［深層生態學］（deep ecology）。這個環保理論，一反過去以人類立場來推行環境保護；認為這是［淺層的］（shallow）生態學。只有從人類的保護，擴展到全宇宙萬事萬物的保護，才是真正的環保，才是最好的［深層］（deep）生態學。而這正合於佛教[萬物與我一體]的[緣起性空]教義相符合。退休後，以筆名楊風，出版過多本現代詩集，以及同性戀小說集。

## 主要著作

### 專書
- 六祖壇經：佛學的革命（台北: 時報，1981）、（北京: 東方, 簡體版, 2007）
- 佛教思想新論（東大, 1982）
- 當代學人談佛教（東大, 1986）
- 龍樹與中觀哲學（東大, 1988）
- 吉藏（東大, 1989）、二版（2012）
- 雨夜禪歌：我讀六祖壇經（漢藝色顏，1990）
- 水月小札（國文天地，1992）
- 生活禪（皇冠，1993）
- 佛教思想發展史論（東大, 1993）、二版（2008）
- 惠能（東大, 1993）
- 當代佛教思想展望（東大, 1993）
- 禪史與禪思（東大, 1995）
- 印度哲學史（東大, 1995）、二版（2012）
- 禪思與禪詩：吟詠在禪詩的密林裏（東大, 1999）
- 愛與信仰：台灣同志佛教徒之平權運動與深層生態學（商周，2005）
- 故鄉: 我們的土地‧我們的歌：深層生態學的深層呼喚（唐山，2008）
- 因為愛，我和你同在一起：台灣同志平權運動及其他（唐山，2014）
- 有一天, 禪（掃葉, 2017）
- 碧巖崖下：碧巖錄註釋（共四冊）（正觀,2018）
- 惠能南行（商周， 2021）

### 主要論文
＊「黃門」或「不能男」在律典中的種種問題（http://buddhism.lib.ntu.edu.tw/FULLTEXT/JR-BJ011/bj102905.htm （页面存档备份，存于）　）台灣大學 佛學研究中心學報 第七期（2002.07）
- 當代台灣佛教環保理念的省思：以「預約人間淨土」和「心靈環保」為例（http://buddhism.lib.ntu.edu.tw/DLMBS/search/search_detail.jsp?seq=348434 （页面存档备份，存于）　）當代 104期（1994.12）
- 信仰與土地：建立緣起性空的佛教深層生態學（http://buddhistinformatics.dila.edu.tw/taiwanbuddhism/tb/md/md01-03.htm （页面存档备份，存于） ）台北：弘誓文教基金會「人間佛教與當代對話：第三屆印順導師思想之理論與實踐學術研討會」論文集（2002.4）
- 從[境解脫]到[心解脫]：建立心境平等的佛教生態學（http://enlight.lib.ntu.edu.tw/FULLTEXT/JR-AN/an018_09.htm （页面存档备份，存于） ）台南 佛教文獻基金會：佛教與社會關懷學術研討會論文集（1996.3）
- 從「時空分延」到「時空壓縮」：福利國之終結的佛教省思（https://buddhism.lib.ntu.edu.tw/search/search_detail.jsp?seq=359115&comefrom=authorinfo） （页面存档备份，存于）

佛光人文社會學院宗教學研究所 宗教與社會學術研討會論文（2002.5）（本文旨在批判全球化對佛教的不良影響）

### 劇本
- 天女散花（梵音，1989）

### 詩集
- 白櫻樹下（同志詩集，唐山，2005）
- 台灣詩人群像：楊風詩集（春暉，2007）
- 山上的孩子（同志詩集, 唐山，2008）
- 花之隨想（唐山，2011）
- 詩語‧佛心（唐山，2011）
- 原來你還在唱歌：楊風情詩選（同志詩集, 新世紀美學, 2015）
- 夏之戀（同志詩集，唐山，2020）
- 詩。弄影（唐山， 2021）
- 川騖逝水：楊風詩畫集（詩藝文，2023）

### 同志小說
- 那年秋天（唐山，2008）
- 墜落之愛（唐山，2014）
- 雲外幻生‧若米華星（唐山，2014）
- 普庵齋（唐山, 2017）
- 曾經（唐山, 2022）

## 外部連結
- 居士佛教人物 楊惠南 （页面存档备份，存于）
- 當代臺灣佛教文獻 童梵精舍•梵志園 （页面存档备份，存于）
- 喜菡文學網文學人物誌-真知灼見的楊風 （页面存档备份，存于）
- [楊風的詩人生 (上集)：台灣詩人100 影音計劃第7階段
- [楊風的詩人生 (下集)：台灣詩人100 影音計劃第7階段
- 台灣作家作品目錄資料庫——楊惠南